# シャルロット (アイドルグループ)
シャルロットは、日本の女性アイドルグループ。所属事務所はユースプロダクション。
「永遠の恋人」をテーマに、甘く可愛いシャルロットケーキのように、いつまでも永遠に愛される存在でありたいというコンセプトから命名された6人組ガールズグループ。
2023年2月18日、デビューライブを実施。休日を中心にアイドル対バンに出演する等、精力的にライブ活動を行う。
2023年9月17日、GOTANDA G6にて初ワンマンライブを開催。
2024年12月22日、横浜MMブロンテにて2ndワンマンライブを開催。
2025年9月6日、Spotify O-WESTにて3rdワンマンライブを開催予定。

## 概要
2022年、ユースプロダクションに所属する日比谷萌甘、内野亜美、一ノ瀬瑠菜、弓家つばき、姫奈の5名でアイドルグループ「PLATONiCK SOLID」が結成され、同年10月よりライブ活動を行っていたが、運営事務所との方向性の違いから2023年1月に活動終了。

同じメンバーにて「シャルロット」を結成し、2023年2月にデビューライブを実施。
2023年7月18日より「シャルロット オフィシャルファンクラブ～WELCOME TO RELAX ROOM～」が開始。
2023年8月16日より公式YouTubeチャンネル「シャルロットちゃんねる【公式】」が開設し、初のMVとなる「Summer Flavor」が公開。
2023年11月8日にデビュー当初から披露された「We are シャルロット」を含む3曲がサブスク配信開始。
2024年1月7日のライブから新メンバーとして、株式会社Sign所属の美浜結衣菜が加入し、シャルロットは現在の6人体制となる。

## メンバー
| 名前       | 生年月日と年齢         | 出身地   | 身長  | カラー | 備考                                |
| ---------- | ---------------------- | -------- | ----- | ------ | ----------------------------------- |
| 日比谷萌甘 | 2007年8月6日（17歳）   | 神奈川県 | 157cm | 緑     | リーダー                            |
| 内野亜美   | 2006年10月14日（18歳） | 埼玉県   | 152cm | 青     |                                     |
| 一ノ瀬瑠菜 | 2007年2月26日（18歳）  | 埼玉県   | 163cm | 白     | センター ミスマガジン2023読者特別賞 |
| 弓家つばき | 2009年6月10日（16歳）  | 東京都   | 154cm | 赤     |                                     |
| 姫奈       | 2009年6月18日（16歳）  | 東京都   | 163cm | 黄     |                                     |
| 美浜結衣菜 | 2007年6月14日（18歳）  | 神奈川県 | 155cm | 紫     | 株式会社Sign所属 2024年1月7日加入   |

## 略歴

### 2023年

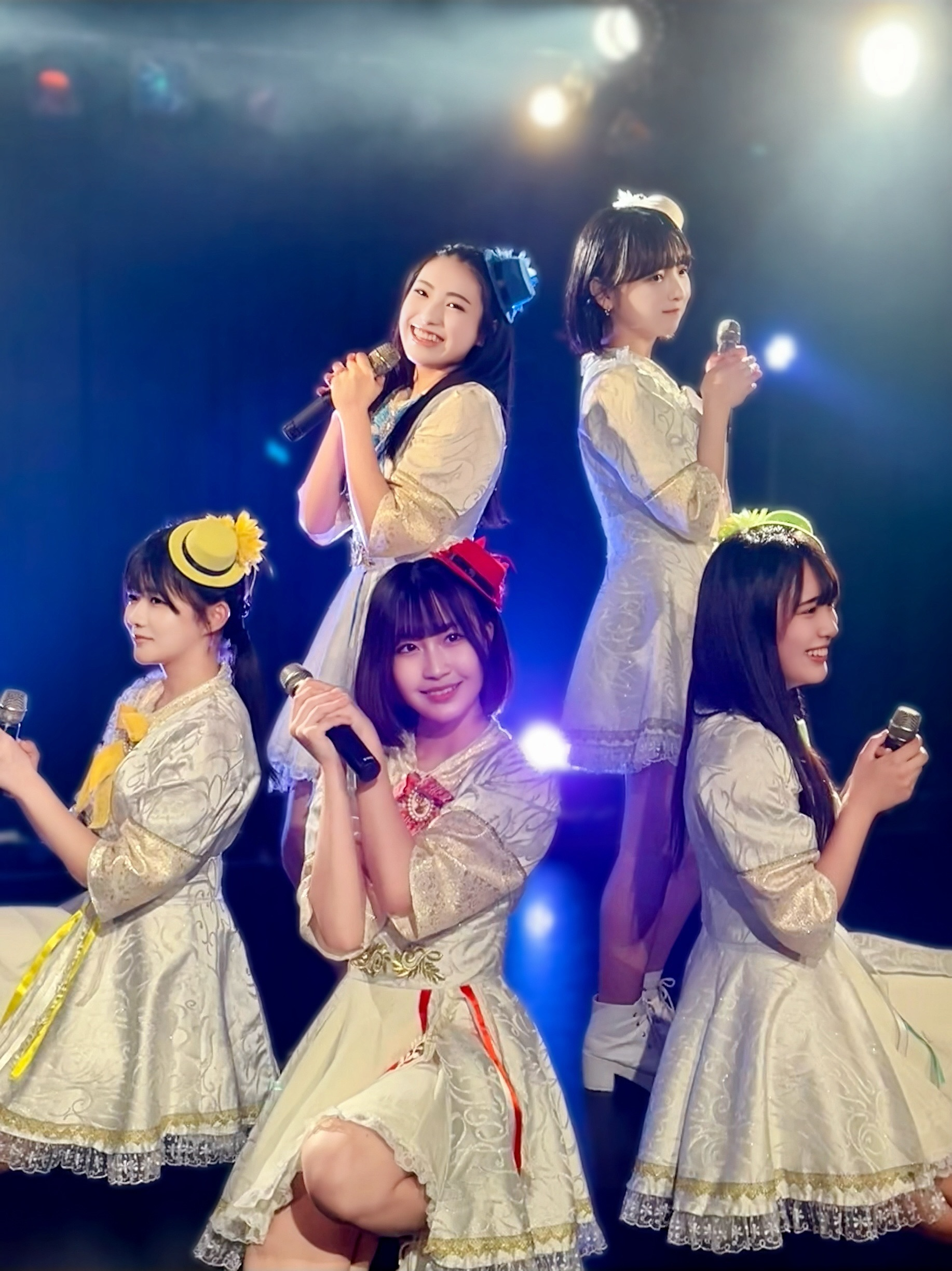
2023年7月1日シャルロット渋谷ライブにて撮影

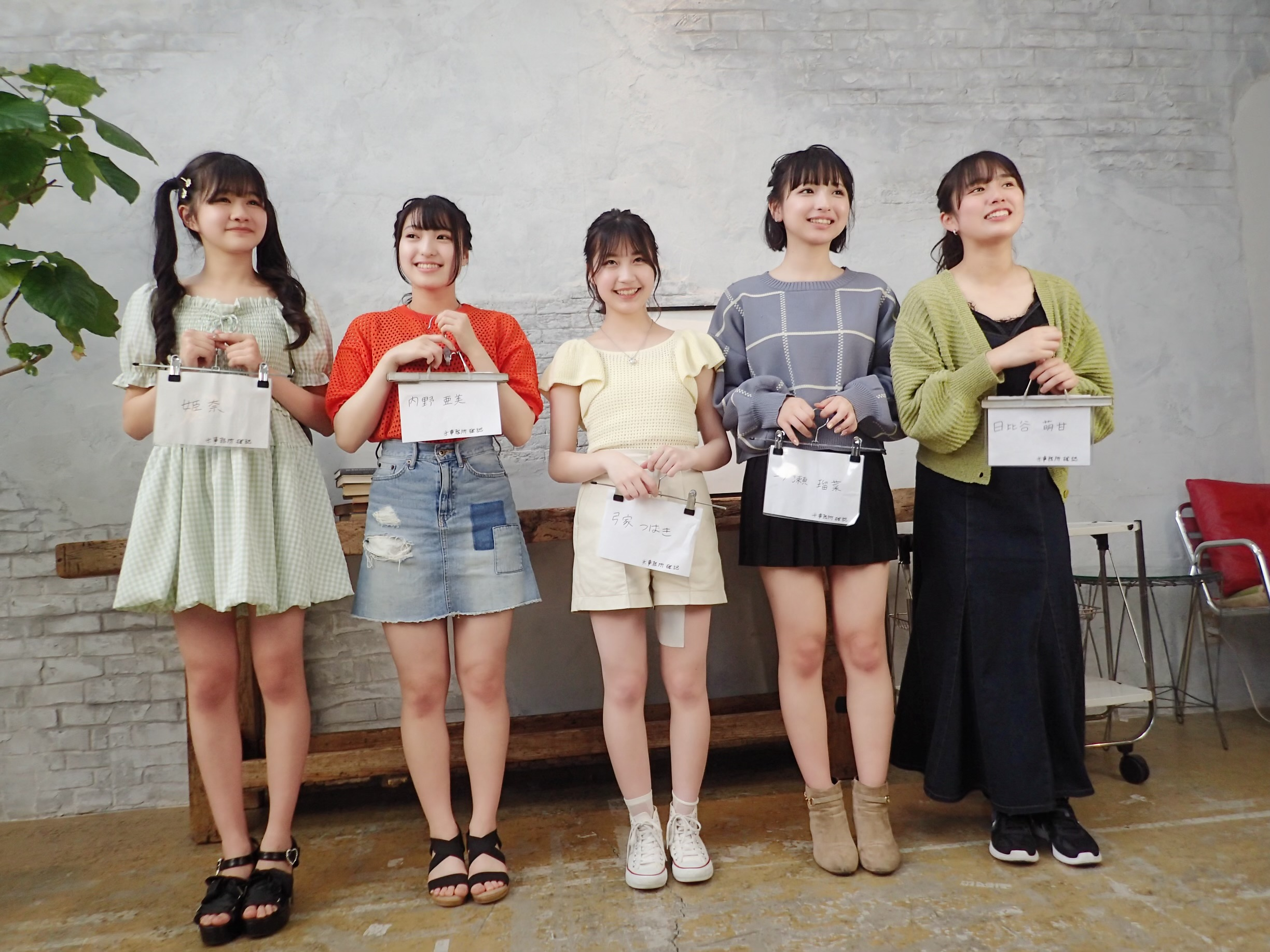
2023年4月30日フレッシュスペシャル私服ダイサツにて撮影

2月18日、神田明神 EDOCCO STUDIOでの「シャルロット デビューライブ＆一ノ瀬瑠菜生誕祭」にてデビュー。
3月、メンバーの一ノ瀬瑠菜が「週刊プレイボーイ」に初グラビア掲載。
5月、メンバーの一ノ瀬瑠菜がミスマガジン2023ベスト16に選出。
5月、シャルロット初のフォトブック「We're Charlotte!」を発売。同月14日にはそれを記念した販売イベントを実施。
6月18日、GOTANDA G6にて「弓家つばき＆姫奈Ｗ生誕祭」を実施。
7月8日、Spotify O-nestでの「MARQUEE祭mini Vol.157」に初出演。以後、定期的に出演。
7月18日、「シャルロット オフィシャルファンクラブ～WELCOME TO RELAX ROOM～」が開始。
8月11日、GOTANDA G6にて「ステラ☆GIRLS Party2023 シャルロット日比谷萌甘生誕祭」を実施。
8月16日、公式YouTubeチャンネル「シャルロットちゃんねる」が開設し、初のMVとなる「Summer Flavor」が公開。
8月、メンバーの一ノ瀬瑠菜がミスマガジン2023読者特別賞に選出。
8月、メンバーの内野亜美が「サキドルエースSURVIVAL SEASON13」に出場し、「週刊ヤングジャンプ」に初グラビア掲載。
9月16日、たましんRISURUホールでの「立川市 交通安全市民のつどい」にて一日警察署長を務める。
9月17日、GOTANDA G6にて「シャルロット〜みんな集まれ！初のワンマンライブ」を開催。
10月8日、お台場R地区での「THE FOOD CARNIVAL in ODAIBA,TOKYO」に出演。
10月15日、GOTANDA G6にて「シャルロット内野亜美生誕祭」を実施。
11月8日、「We are シャルロット」を含む3曲がサブスク配信開始。
11月18日、「シャルロットちゃんねる」にてMV「We are Charlotte LIVE Edit.」が公開。
12月23日、シャルロット初のFCイベント「シャルロット クリスマスオフ会」を開催。

### 2024年

2024年3月31日シャルロット五反田ライブにて撮影

1月7日、SHIBUYA DIVEでの「ネクストカルチャーズDIVE」にて新メンバー美浜結衣菜が加入。
2月17日、シャルロット初の冠番組「☆シャルロットPresents☆シャルロットのただいま、お話しチュ〜」がWALLOP放送局にて開始。
2月25日、グレースバリ銀座グランデにて「シャルロット一ノ瀬瑠菜生誕祭」を実施。
3月31日、新宿ReNYでの「Action For The Future Vol.3」に出演。以後、定期的に出演。
4月9日、「シャルロットちゃんねる」にてMV「天使は私じゃだめですか？-Live Mix-」が公開。
4月20日、ニッショーホールでの「UP-T FES & COLLECTION」に初出演。
5月6日、歌舞伎町周辺でのサーキットイベント「歌舞伎町UP GATE↑↑2024」に初出演。
6月2日、GOTANDA G6にて「シャルロット弓家つばき生誕祭」を実施。
6月22日、浅草VAMPKINにて「シャルロット姫奈生誕祭」を実施。
7月17日、「天使は私じゃだめですか？」がサブスク配信開始。
7月21日、GOTANDA G6にて「シャルロット美浜結衣菜生誕祭」を実施。
8月10日、お台場R地区での「IDOL SUMMER JUNGLE 2024」に初出演。
8月17日、上野恩賜公園噴水前広場での「ウエノデ.パンダビアフェスタ2024」に初出演。
8月18日、浅草VAMPKINにて「シャルロット日比谷萌甘生誕祭」を実施。
8月24日、SHIBUYA VIDENTでの「UP-T FESTIVAL mini Vol.16」に初出演。以後、定期的に出演。
8月27日、Appare!主催の渋谷サーキットイベント「エンドレスサマー2024」に初出演。
9月8日、横浜MMブロンテでの「@JAM PARTY vol.100」に初出演。
9月16日、横浜アリーナでの「@JAM EXPO 2024 supported by UP-T」に初出演。　
9月22日、白金高輪SELENE b2での「UP-T FESTIVAL NEXT vol.3」に初出演。以後、定期的に出演。
9月24日、HEROINES主催の渋谷サーキットイベント「HEROINES FES〜渋谷サーキット〜」に初出演。
10月2日、かすみ草とステラ主催の渋谷サーキットイベント「大青春祭2024」に初出演。
10月12日、「ガラフェス〜秋の食欲わくわくプレゼント〜」に初出演。
10月20日、GOTANDA G6にて「シャルロット内野亜美生誕祭」を実施。
11月3日、@JAM×アイドル横丁主催の秋葉原サーキットイベント「秋葉原アイドルサーキット vol.4」に初出演。
11月10日、白金高輪SELENE b2での「miniTIF vol.101」に初出演。以後、定期的に出演。
11月11日、「シャルロットちゃんねる」にてMV「We are シャルロット -Live Mix-」が公開。
12月15日、品川ステラボールでの「UP-T FESTIVAL SUPER2024」に初出演。
12月19日、Spotify O-WESTでの「MARQUEE祭 Vol.153」に初出演。
12月22日、横浜MMブロンテにて「シャルロット2ndワンマンライブ Angel of six ～6人の天使が誓うミライ～」を開催。

### 2025年
1月3日、渋谷ストリームホールでの「新春！アサカツ！SUPER」に初出演。
1月19日、「シャルロットちゃんねる」にてMV「天使は私じゃだめですか？」が公開。
2月13日、TOKYO FM HALLでの「BS11のアイドル祭 Vol.1 -バレンタインSP-」に初出演。
2月23日、ZEAL THEATER新宿にて「シャルロット一ノ瀬瑠菜生誕祭」及び「シャルロット2周年Anniversary」を実施。
3月2日、GARDEN 新木場FACTORYでの「LEADING」に初出演。以後、定期的に出演。
3月、メンバーの日比谷萌甘が「週刊ヤングマガジン」に「Pick Up Girls!」として初グラビア掲載。
3月8,9日、渋谷周辺でのサーキットイベント「IDORISE!! FESTIVAL 2025」に初出演。
3月20日、飛行船シアターでの「ONE AND ONLY vol.11」に初出演。
3月22日、新曲「シャル・ウィ・ダンス？」含む未配信だった9曲と「We are シャルロット」6人ver.がサブスク配信開始。
3月23日、ところざわサクラタウン ジャパンパビリオンでの「楽演祭EXTRA -春のアイドル祭り 2025-」に初出演。
6月1日、SHIBUYA VIDENTにて「シャルロット弓家つばき生誕祭」を実施。
6月28日、Zirco Tokyoにて「シャルロット美浜結衣菜生誕祭」を実施。
7月12日、アキバステラキューブにて「シャルロット姫奈生誕祭」を実施。
9月6日、Spotify O-WESTにて3rdワンマンライブを開催予定。

## 出演

### テレビ
- 「アイドル ONAIR BATTLE」（2023年4月25日、TOKYO MX）[注 1]
- 「アイドル ONAIR BATTLE」（2023年10月29日、三重テレビ）[注 2]
- 「中居正広の金曜日のスマイルたちへ」（2024年6月21日,28日、TBS）[29][30] - 日比谷萌甘,内野亜美
- 「Music B.B.JAPAN」（2024年10月22日、TOKYO MX）[注 3]

### ラジオ
- アイドルスクランブル（2023年1月28日 - 2023年3月11日、渋谷クロスFM） - アシスタントMC
- フレッシュチャンネル（2023年2月27日、渋谷クロスFM）[31] - ゲスト・内野亜美,一ノ瀬瑠菜
- ステラ☆HAPPY Style! ～森山小百合とお友達になってくれますか？～（2023年3月23日、ふくろうFM）[注 4] - ゲスト・日比谷萌甘,一ノ瀬瑠菜
- 矢倉楓子と安田叶のkawaii land（2023年4月8日 - 2023年9月9日、渋谷クロスFM） - アシスタント
- ステラ☆HAPPY Style!（2023年9月21日、ふくろうFM）[注 5] - ゲスト・日比谷萌甘,内野亜美
- ステラ☆HAPPY LIFE! ～噂の岡本先生トキメキラジオ～（2023年12月21日、ふくろうFM）[注 6] - ゲスト・日比谷萌甘

### Web動画
- バラッチェ Vol.13（2023年3月29日、YouTube）[動画 6]  - ゲスト
- アイドルは嘘ついている!? with T（2023年4月28日、笑や、SHOWROOM）[32] - ゲスト・日比谷萌甘,内野亜美,一ノ瀬瑠菜
- アメトーークCLUB「地下アイドルサミット」（2024年1月12日、アメトーークCLUBスペシャル企画）[注 7]
- ☆シャルロット Presents☆シャルロットのただいま、お話しチュ～（2024年2月17日 - 、WALLOP放送局、WALLOP【第1回 - 第3回】→YouTube【第4回 - 】）
- SHAKE UP WALLOP 月曜日（2024年3月25日、WALLOP放送局、WALLOP）[動画 7] - ゲスト
- @JAM応援宣言!”@JAM THE WORLD”（2024年8月12日、ミクチャ） - ゲスト・日比谷萌甘,一ノ瀬瑠菜,美浜結衣菜
- @JAMトークバラエティー“ドルバナ”（2024年11月26日、SHOWROOM）[33] - ゲスト・日比谷萌甘

### イベント
- フォトブック「We're Charlotte!」販売記念 特別イベント（2023年5月14日、ギャラリー ルデコ）[10]
- 立川市 交通安全市民のつどい（2023年9月16日、たましんRISURUホール）[12] - 一日警察署長
- シャルロット クリスマスオフ会（2023年12月23日、都内某所） - FC限定イベント
- 日比谷萌甘（シャルロット）「萌甘の夏休み」デジタル写真集オンラインサイン会（2024年10月16日）[動画 8] - 日比谷萌甘
- アイふた vol.62（2025年3月25日、Loft9 Shibuya）[34] - ゲスト・日比谷萌甘

### 主催ライブ
- 「シャルロット〜みんな集まれ！初のワンマンライブ」（2023年9月17日、GOTANDA G6）
- 「シャルロット2ndワンマンライブ Angel of six ～6人の天使が誓うミライ～」（2024年12月22日、横浜MMブロンテ）
- シャルロット3rdワンマンライブ（2025年9月6日開催予定、Spotify O-WEST）

## 作品

### 楽曲一覧
| #  | タイトル                 | 作詞                  | 作曲       | 発表    |
| -- | ------------------------ | --------------------- | ---------- | ------- |
| 1  | We are シャルロット      | KIILOIHEYA            | KIILOIHEYA | 2023/02 |
| 2  | スタートライン           | KIILOIHEYA            | KIILOIHEYA | 2023/02 |
| 3  | Summer Flavor            | KIILOIHEYA            | KIILOIHEYA | 2023/05 |
| 4  | BABY BOX                 | KIILOIHEYA            | KIILOIHEYA | 2023/07 |
| 5  | 恋はグラデーション       | KIILOIHEYA            | KIILOIHEYA | 2023/09 |
| 6  | Milk tea                 | KIILOIHEYA            | KIILOIHEYA | 2023/12 |
| 7  | 天使は私じゃだめですか？ | KIILOIHEYA            | KIILOIHEYA | 2023/12 |
| 8  | YUME Believer            | 田村信二              | 田村信二   | 2024/02 |
| 9  | 大好きな君へ             | 田村信二,シャルロット | 田村信二   | 2024/06 |
| 10 | 8月のリライズ            | KIILOIHEYA            | KIILOIHEYA | 2024/08 |
| 11 | 0時の不思議なMagic       | OJISAN                | OJISAN     | 2024/11 |
| 12 | HIKARI                   | KIILOIHEYA            | KIILOIHEYA | 2024/12 |
| 13 | シャル・ウィ・ダンス？   | フトメホソシ          | GUCCHO     | 2025/02 |

### デジタル配信
| # | タイトル                 | 発売日         | 収録曲                                                    |
| - | ------------------------ | -------------- | --------------------------------------------------------- |
| 1 | We are シャルロット      | 2023年11月08日 | 1. We are シャルロット 2. スタートライン 3. Summer Flavor |
| 2 | 天使は私じゃだめですか？ | 2024年07月17日 | 1. 天使は私じゃだめですか？                               |
| 3 | We are シャルロット      | 2025年03月22日 | 1. We are シャルロット                                    |
| 4 | シャル・ウィ・ダンス？   | 2025年03月22日 | 1. シャル・ウィ・ダンス？                                 |
| 5 | Milk tea                 | 2025年03月22日 | 1. BABY BOX 2. 大好きな君へ 3. Milk tea                   |
| 6 | 8月のリライズ            | 2025年03月22日 | 1. 8月のリライズ 2. YUME Believer                         |
| 7 | 0時の不思議なMagic       | 2025年03月22日 | 1. 0時の不思議なMagic 2. HIKARI 3. 恋はグラデーション     |

### ミュージックビデオ
| タイトル                 | 公開日         | 備考                                                         |
| ------------------------ | -------------- | ------------------------------------------------------------ |
| Summer Flavor            | 2023年08月16日 | 「Summer Flavor」 初MV 撮影地：千葉県九十九里浜              |
| We are シャルロット      | 2023年11月18日 | 「We are Charlotte LIVE Edit.」                              |
| We are シャルロット      | 2024年11月11日 | 「We are シャルロット -Live Mix-」 美浜結衣菜加入後の6人ver. |
| 天使は私じゃだめですか？ | 2024年04月09日 | 「天使は私じゃだめですか？-Live Mix-」                       |
| 天使は私じゃだめですか？ | 2025年01月19日 | 「天使は私じゃだめですか？」 撮影地：千葉県松戸              |

### フォトブック
- 「We're Charlotte!」（2023年5月14日発売）[9]

### 雑誌
- 週刊ヤングジャンプ No.40（2023年8月31日、集英社、撮影：西村康,白木淳也）[動画 9][48] - 内野亜美（サキドルエースSURVIVAL SEASON13）
- MARQUEE Vol.156（2024年11月23日、星雲社、撮影：佐々木康太）[注 9]
- 週刊ヤングマガジン 2025年14号（2025年3月3日、講談社、撮影：後野順也）[49] - 日比谷萌甘（Pick Up Girls!）
- ヤングキングBULL 2025年10号（2025年4月21日、撮影：U-YA） - 日比谷萌甘

### デジタル写真集
- 日比谷萌甘(シャルロット)「萌甘の夏休み」 グラビアプレスデジタル写真集（2024年9月6日、グラビアプレス、撮影：中田智章）[50] - 日比谷萌甘
- 日比谷萌甘「そよ風は若葉色」 デジタルブルグラ（2025年4月21日、少年画報社、撮影：U-YA）[51] - 日比谷萌甘

### 動画
1. 1 2 3  【MV】Summer Flavor - YouTube（2023年8月16日公開）2024年9月25日閲覧。
2. 1 2  【MV】We are Charlotte LIVE Edit. - YouTube（2023年11月18日公開）2024年9月25日閲覧。
3. 1 2  【MV】天使は私じゃだめですか？-Live Mix- - YouTube（2024年4月9日公開）2024年9月25日閲覧。
4. 1 2  【MV】We are シャルロット -Live Mix- - YouTube（2024年11月11日公開）2024年11月11日閲覧。
5. 1 2  【MV】天使は私じゃだめですか？ - YouTube（2025年1月19日公開）2025年1月19日閲覧。
6. ↑  バラッチェ Vol.13 - YouTube（2023年3月29日公開）2024年9月8日閲覧。
7. ↑  2024.3.25_SHAKE UP WALLOP 月曜日 - YouTube（2024年3月25日公開）2024年11月13日閲覧。
8. ↑  10月16日(水)日比谷萌甘（シャルロット）「萌甘の夏休み」デジタル写真集オンラインサイン会 - YouTube（2024年10月16日公開）2024年10月16日閲覧。
9. ↑  【サキドルエース13 Vol.5】貴方の一票で表紙＆巻頭グラビア争奪！瀬戸咲稀・浜辺千夢・伏見りほ・内野亜美・あさひ凛【グラビア】【メイキング】 - YouTube（2023年8月31日公開）2025年2月25日閲覧。